# Hồ Minh Thu
Hồ Minh Thu (sinh 15 tháng 6 năm 1929) là một cựu vận động viên bắn súng thể thao người Việt. Ông từng tham gia 2 kỳ thi Olympic mùa Hè năm 1968 và Olympic mùa Hè năm 1972. Ngoài ra ông cũng từng tham dự 2 kỳ Asian Games 1970 và 1974.